# Eragrostis reptans
Eragrostis reptans är en gräsart som först beskrevs av André Michaux, och fick sitt nu gällande namn av Christian Gottfried Daniel Nees von Esenbeck. Eragrostis reptans ingår i släktet kärleksgrässläktet, och familjen gräs. Inga underarter finns listade i Catalogue of Life.